# Старая Оржица
Ста́рая О́ржица (укр. Стара Оржиця) — село, входит в Згуровскую поселковую общину Броварского района Киевской области Украины. До 2020 года входило в состав Згуровского района.
Население по переписи 2001 года составляло 1022 человека. Занимает площадь 5,208 км².
У села берёт начало река Гнилая Оржица.

## Местный совет
07632, Київська обл., Згурівський р-н, с. Стара Оржиця, вул. Центральна 24

## История
- С 1779 года в селе Успенская церковь.[2]

- Село есть на карте 1787 года.[3]
- После 1945 года присоеденен хутор Петровский.[4]